# 基西米 (佛罗里达州)
基西米（英語：Kissimmee）位于美国佛罗里达州中部，是奧西歐拉郡的县治。根据2020年美國人口普查，基西米共有79,226人；2020年普查結果白人占67.22%、非裔占9.99%、亞裔占3.38%。